# Bonjurist

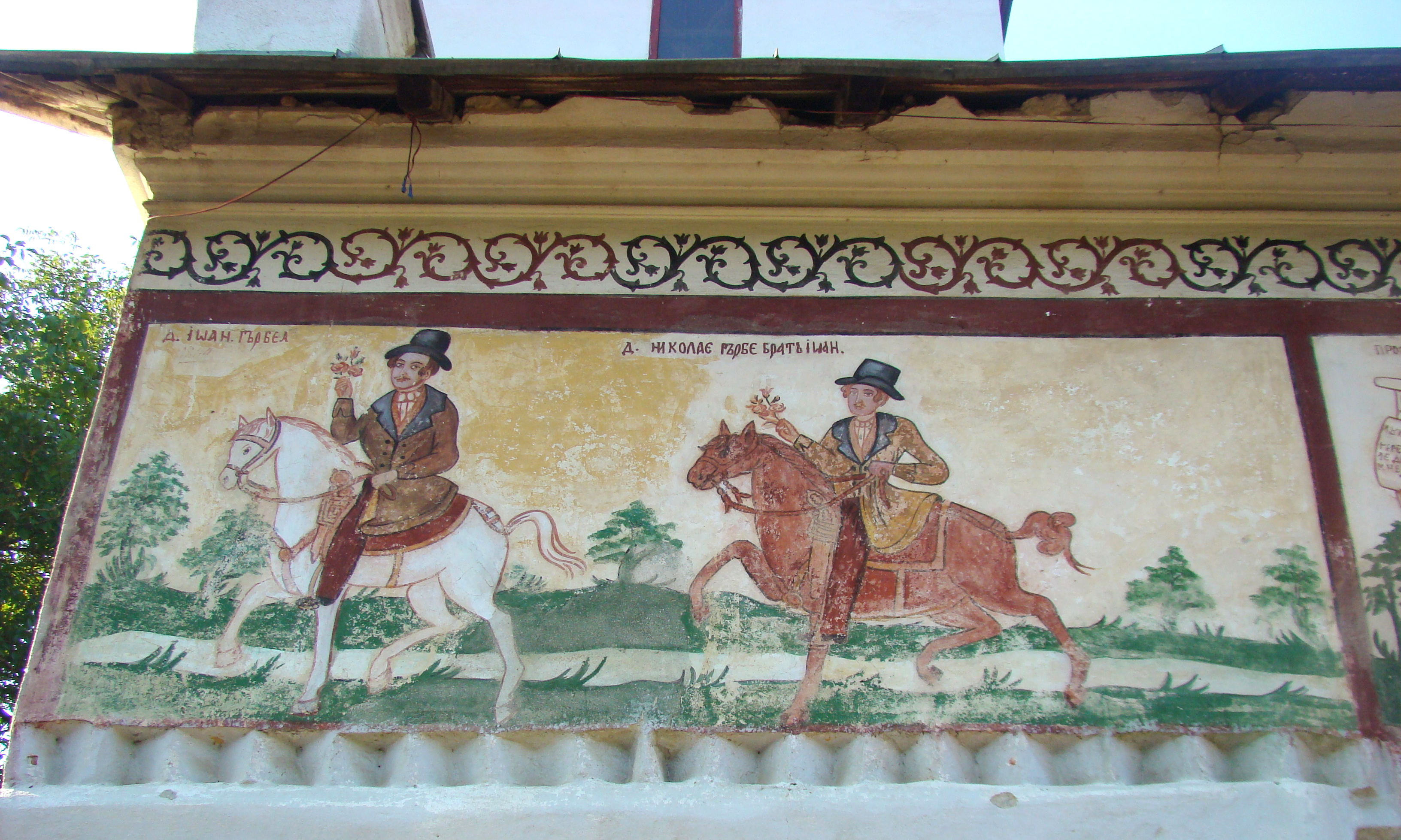
Tinerii bonjuriști Ioan și Nicolae, fiii boierului Nicolae Gârbea din Vladimir, Gorj.

Bonjurist (din franceză bon jour = bună ziua) este un epitet care era acordat fiilor de boieri întorși de la studii din apusul Europei, în special din Franța, de unde veneau cu idei liberale, progresiste.
Ansamblul concepțiilor, comportărilor și manifestărilor care îi caracterizează pe bonjuriști au primit, prin derivare, denumirea de bonjurism.

## Rolul bonjuriștilor
Unii dintre tinerii „bonjuriști” recent întorși de la studii în străinătate doar aruncau aici, pe malurile Dâmboviței sau ale Bahluiului, diverse ticuri lingvistice sau de comportament: se îmbrăcau ca la Paris, „uitau” limba maternă și vorbeau într-o păsărească ridicolă iar tot ce întâlneau în țara lor de baștină li se părea că nu merită decât dispreț și ironie. Cu toate acestea, „bonjuriștii” cu „franțuzismele” lor au avut un rol important în perfecționarea limbii române. Multe dintre cuvintele lor, ironizate de scriitorii contemporani lor, au devenit neologisme folosite inițial în medii restrânse care au intrat treptat, treptat, în limbajul tuturor vorbitorilor.

## Citate tematice
- Michailu Cogălniceanu erá din partidulu tineriloru boieri ai Moldovei compus din Vasile Alecsandri, Constantinu Negri, Alexandru Cuz’a etc. Acestu partidu numitu „Bonjuriștii” încercà o rescóla în 1848 contr’a principelui Michailu Sturdz’a.[3]
- Aceștia dar veneau cu vederi noui franceze. Umblau pe la grădina publică și pe strade în frac și cu jobenuri. Se lua lumea după ei - uite, bonjuriștii![4]
- Pe când bărbații purtau ișlice și vorbeau grecește, femeile se civilizase, vorbeau franțuzește, cântau din clavir și... flirtau cu bonjuriștii.[5]
- În Marea frescă de la Ateneul Român, creație a pictorului Costin Petrescu, tabloul al 19-la, intitulat „1848 în Principatele Românești” a fost descris astfel de autor: Bonjuriștii din Principatele Românești, feciori de boieri adăpați la izvorul mișcărilor democratice din Apus, se văd îmbrățișându‑se cu frații lor țărani și ridicând steag de „Frăție și Dreptate”.[6]
- Legea împroprietăririi este controversată, stârnește și reacții negative din partea boierilor. Ei sunt nemulțumiți că li s-a luat o treime din pământuri și-l numesc pe Cuza „ciocoiu, bonjurist și pârcălab de Galați”.[7]
- Bonjuriștii cu ifose pariziene, pantalonarii pașoptiști, au aruncat peste bord principiile „sacre” și idealiste și au întemeiat taraba cămătăriei oficiale a statului: politica bancară, pe care o stăpânesc și astăzi, nestânjeniți de nimeni.[8]